# 图尔蒙
图尔蒙（法語：Tourmont，法語發音：[tuʁmɔ̃]）是法国汝拉省的一个市镇，属于隆斯勒索涅区。

## 地理
图尔蒙（46°51'38"N, 5°40'56"E）面积9.73 平方千米，位于法国勃艮第-弗朗什-孔泰大區汝拉省，该省份为法国东部内陆省份，北起上索恩省，西北接科多尔省，西临索恩-卢瓦尔省，南至安省，东与杜省和瑞士接壤。
与图尔蒙接壤的市镇（或旧市镇、城区）包括：布赖南、格罗宗、蒙托利耶、圣洛坦、维莱瑟里讷。

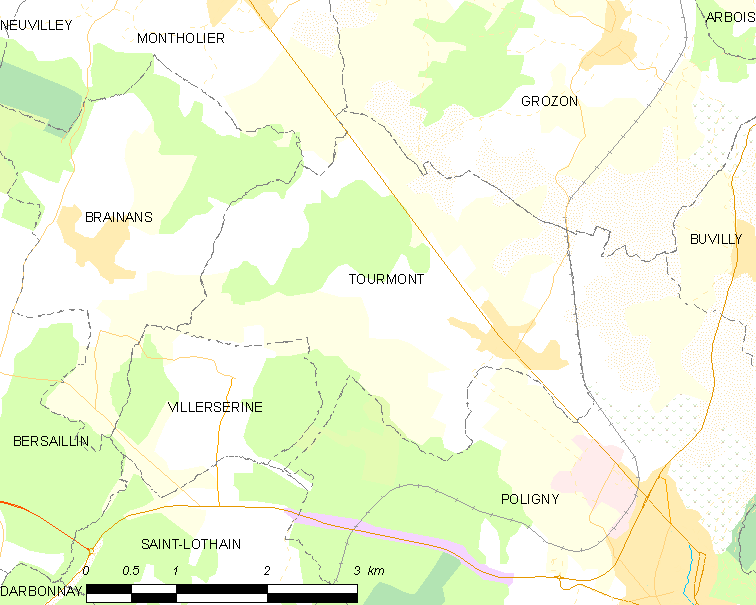
图尔蒙的OSM定位图

图尔蒙的时区为UTC+01:00、UTC+02:00（夏令时）。

## 行政
图尔蒙的邮政编码为39800，INSEE市镇编码为39535。

## 政治
图尔蒙所属的省级选区为布莱特朗县。

## 人口

1962-2008年间图尔蒙人口变化图示

图尔蒙于2022年1月1日时的人口数量为445人。